# Petr Starý (Schauspieler)
Petr Starý (* 19. Juni 1963 in Prag; † 8. November 2017) war ein tschechischer Kinderdarsteller und Unternehmer.
Petr Starý war von 1973 bis 1977 in fünf tschechoslowakischen Filmen als Kinderdarsteller tätig. So spielte er 1977 „Pepo“ im Kinderfilm Unsere Geister sollen leben!. 
Als Erwachsener erwarb er eine Firma für Duftkerzen. 2003 übernahm er die Firma „MB Hand Made“, welche Paraffinkerzen herstellte. Er starb 2017 im Alter von 54 Jahren.

## Filmografie
- 1973: Přijela k nám pouť
- 1974: Abenteuer mit Blasius (Dobrodružství s Blasiem)
- 1975: Die Herren Buben (Páni kluci)
- 1976: Guten Tag, Stadt (Dobrý den, město)
- 1977: Unsere Geister sollen leben! (Ať žijí duchové!)